# Guayupe

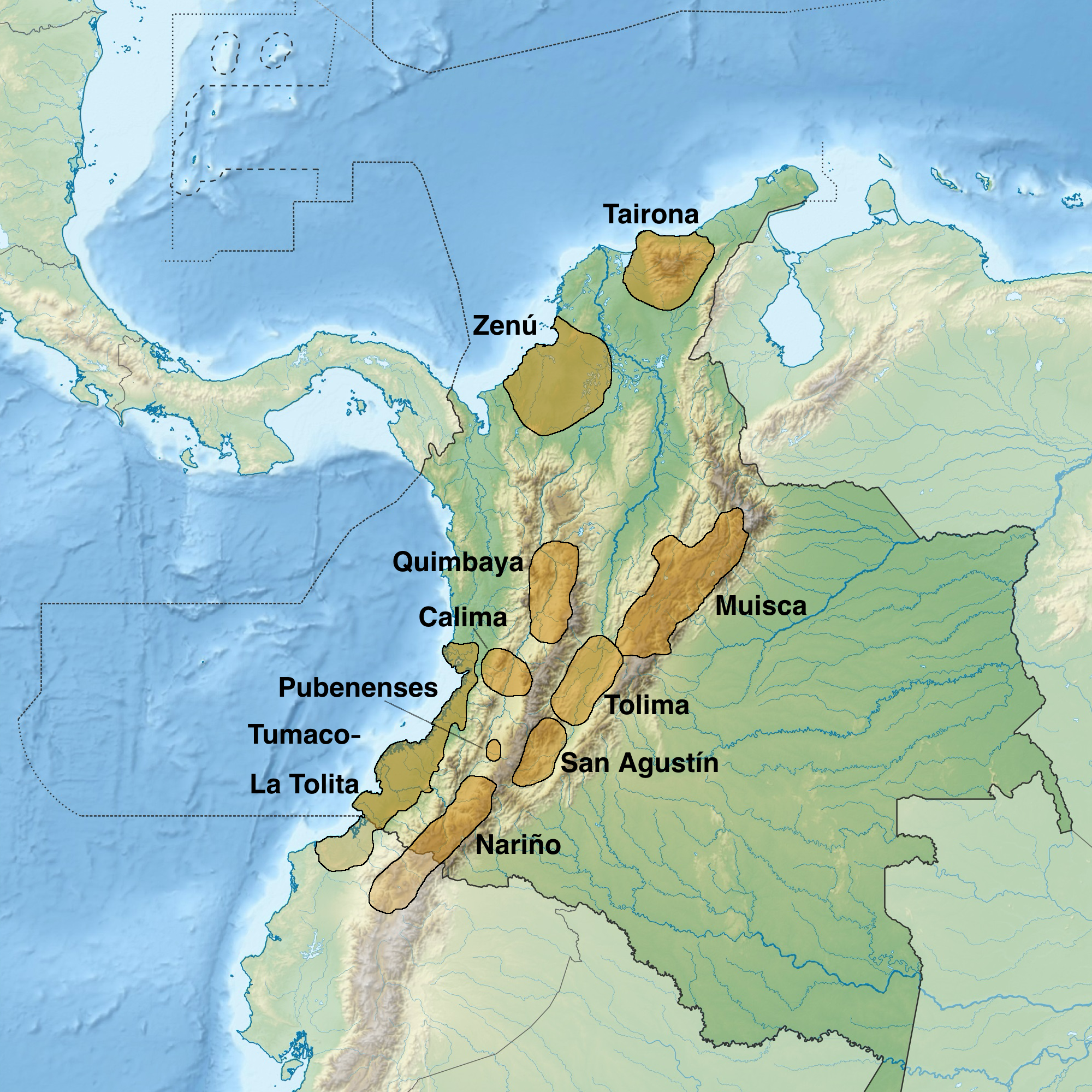
Mapa de les civilitzacions precolombines. Els Guayupe vivien a l'est deks muisca

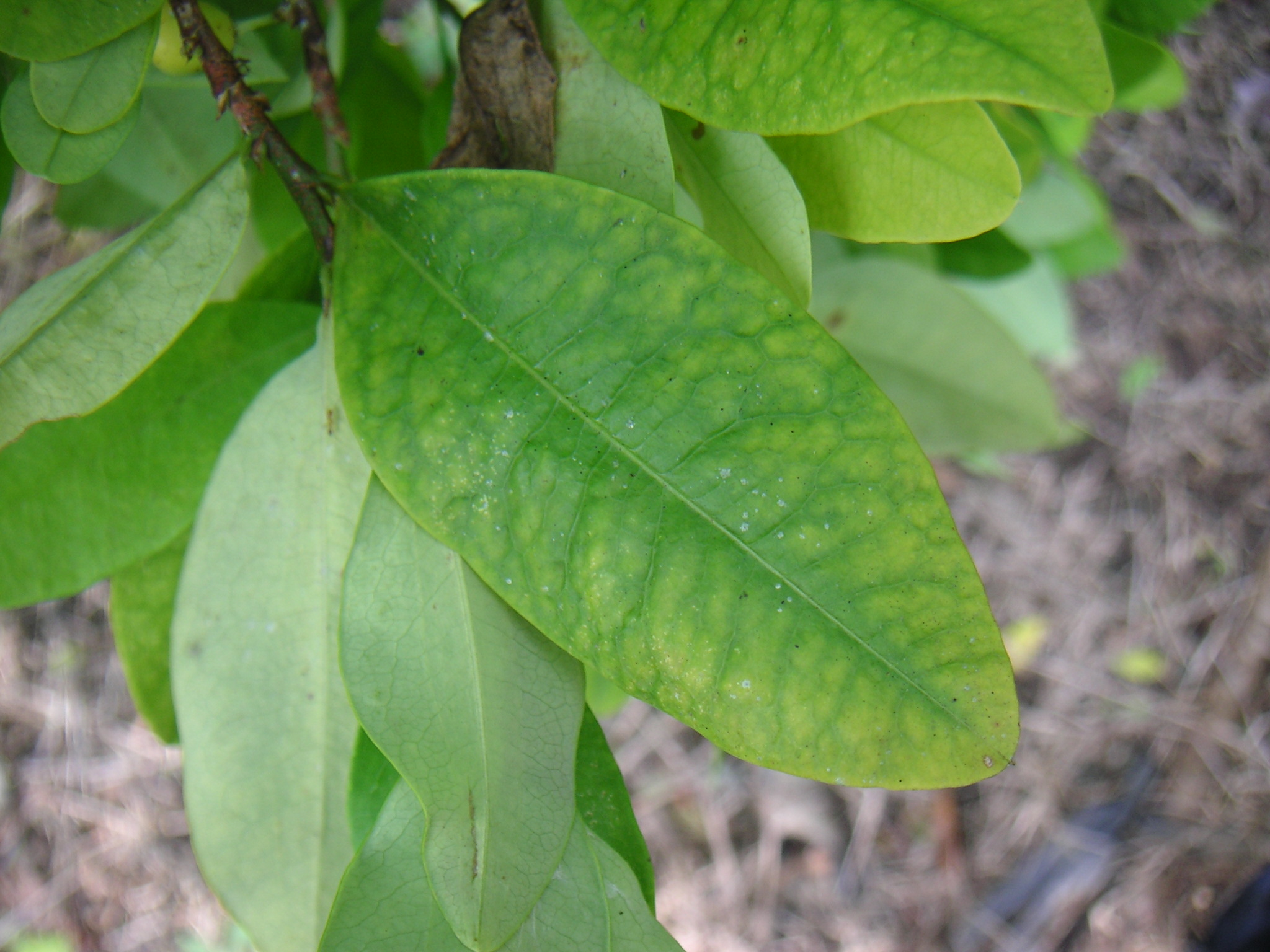
La coca era usada pels guayupe a llurs rituals

Els Guayupe eren un poble de parla arawak indígena de l'actual Colòmbia. Viuen a les parts més occidentals del departament del Meta. En el moment de la conquesta espanyola, més de 250.000 guayupes vivien a grans parts de Meta.
Els territoris dels guayupe s'estenien des dels terrenys veïns guahibos fins a l'est i el nord i els territoris muisca a l'est per una àrea de 22,000 km². El que se sap sobre els guayupe ha estat proporcionat per Pedro de Aguado i altres.

## Territori guayupe
El territori dels guayupe abans de la conquesta espanyola s'estenia des dels rius Upía i riu Guayabero fins als cims orientals de la Cordillera Oriental, als Andes colombians. La seva àrea cobria uns 22,000 km². Els guayupe vivien la majoria al voltant del riu Ariari.

### Municipis en territori guayupe
| Nom               | Departament | Altitud (m) centre urbà | Mapa |
| ----------------- | ----------- | ----------------------- | ---- |
| Acacías           | Meta        | 498                     |      |
| Barranca de Upía  | Meta        | 200                     |      |
| El Calvario       | Meta        | 1987                    |      |
| Cubarral          | Meta        | 534                     |      |
| Cumaral           | Meta        | 452                     |      |
| Fuente de Oro     | Meta        | 359                     |      |
| Granada           | Meta        | 372                     |      |
| Guamal            | Meta        | 525                     |      |
| Restrepo          | Meta        | 570                     |      |
| San Juan de Arama | Meta        | 510                     |      |
| San Juanito       | Meta        | 1795                    |      |
| Villavicencio     | Meta        | 467                     |      |

## Descripció
El primer informe sobre la nació Guayupe és del conquistador alemany Philipp von Hutten, participant de l'expedició dirigida per Georg Hohermuth von Speyer des de Coro a Veneçuela fins a les fronteres de la conca amazònica (1535 - 1538). Els descriu com a "gent molt guapa i molt capaç de defensar-se". De fet, l'exèrcit de Hohermuths mai no va poder fer la pau amb els guayupe, creuant tota la seva terra des de la riba nord del riu Upía fins a les regions al sud del riu Guaviare. En el seu camí, els conquistadors van participar en diverses escaramusses i fins i tot en una gran batalla amb els guerrers guayupe. "Ens van provar sort amb freqüència, però tot i que ens van matar i ferir a molts, sempre els vam donar el tracte més brut. Aquesta nació lluita amb arc i fletxa i llances i escuts de pell de tapir." Els alemanys no van ser els primers europeus a trobar-se amb el guayupe. Prop del riu Guaviare van trobar alguns articles d'origen clarament europeu. Com van saber després, es tractava de les pertinences d’una expedició dirigida per Alonso de Herrera, que probablement va pujar al riu Guaviare amb vaixells. El 1534, els guayupe "havien massacrat 90 homes d'Herrera i els supervivents van escapar riu avall. A Coro, en vam conèixer alguns."
Els guayupe són una tribu d'agricultors que viuen als boscos de muntanyes tropicals de les serres orientals i els llanos de Meta, Colòmbia. A l'època precolombina van construir palissades al voltant dels seus pobles que consistien en cases al voltant d'una plaça central amb un edifici cerimonial al centre. A causa de les sofisticades obres de defensa que inclouen palissades, matolls d'espines i trampes ben camuflades, els soldats espanyols de l'exèrcit de Hohermuth van sobrenomenar un dels pobles ben fortificats "Petita Salses",en referència al castell de Salses,català, un tipus innovador de fortalesa en aquest temps. Els guayupe eren una societat agrícola amb iuca un dels seus principals cultius. Els guayupe anaven nus, només ornamentats amb or, plomes i petxines.
La societat guayupe es va organitzar al voltant dels cacics; caps de la comunitat. El "cacic" era considerat com una persona important que vivia segons normes estrictes en les activitats cerimonials; naixements, matrimonis i enterraments. Quan moria un "cacic" guayupe, el cos era incinerat i el seu successor havia de beure la seva cendra barrejada amb chicha. La societat dels guayupe era igualitària; el cacic només tenia l'ús de tamborets i més plomes a les mantes. A cada matrimoni, la meitat de la dot de la núvia anava al "cacic".
Van construir canoes de fusta i van consumir iuca i casabe, peix i carn. No menjaven carn d’ocell.
Segons Pedro de Aguado, els guayupe defecaven als rius al voltant i no a prop de les seves cases.

### Religió
Com a la religió Muisca, els déus principals eren el Sol i la Lluna que eren marit i muller. L'ésser suprem dels Guayupe, en la religió muisca anomenada Chiminigagua, era "Inaynagui".
Els productes que el guayupe feia servir en els seus rituals eren coca i tabac. No s'informa de canibalisme entre els guayupe.

### Era moderna
El 1996 es van trobar quinze pots de ceràmica pertanyents a la cultura guayupe. El 2011, després de l'excavació d’un lloc d'enterrament guayupe, es va obrir el museu dels guayupe a Fuente de Oro, que contenia ossos, enterraments, artefactes i plaques. A partir del 2009, es realitza un concurs de misses "Reina de Guayupe" a Puerto Santander, situat a 16 kmilòmetres del centre urbà de Fuente de Oro, se celebra entre els guayupe.